# Gymnázium v Londýnské
Gymnázium v Londýnské je zrušená střední škola v Praze. V její budově sídlí Základní škola Londýnská.

## Historie
V září roku 1891 přijel císař František Josef I. do Prahy na zemskou výstavu. Při jeho návštěvě města Královské Vinohrady mu byl vinohradským starostou Janem Friedländerem předán prosebný list se žádostí o zřízení gymnázia. Žádosti císař vyhověl a dal zřídil státní gymnázium s českou vyučovací řečí. To první školní rok 1892-93 sídlilo v budově školy na Smetance.
Plán nové školní budovy vyhotovený vinohradským městským architektem Antonínem Turkem byl schválen výnosem c. k. ministerstva kultury 23. srpna 1892 a stavět se začalo na obecním pozemku v Hálkově ulici (Londýnská). Stavbu provedl stavitel Antonín Dvořák, výstavba stála 189.874 zlatých a 77 krejcarů. Jmenování ředitelem obdržel již v červenci 1892 dr. Josef Bernhard. Nově postavenou školní budovu a kapli vysvětil 20. září 1893 pražský biskup Ferdinand Kalous.
Gymnázium bylo klasické, s intenzívní výukou klasických jazyků latiny, řečtiny a také němčiny. V prvních letech zde studovalo kolem 200 žáků, po rozšíření, například v letech 1910 – 1912 zde studovalo 686 studentů.

### Po roce 1914
Ve válce zemřelo několik učitelů a také jeden student VII třídy, který padl v květnu 1917 v bojích na Soči.
Po skončení války se změnil název školy na Státní české gymnasium na Královských Vinohradech a začaly zde studovat i dívky, kterých bylo po roce 1930 ve třídách většina. Zavedly se další nepovinné předměty, jako těsnopis, zpěv, recitace a sportovní hry. Mezi dalšími cizími jazyky  zde byla i polština, ze jejíž výuku obdrželo gymnázium uznání od polského konzula v Praze.
Zakladatel mezinárodní loutkářské organizace UNIMA dr. Jindřich Veselý na gymnáziu zlepšil situaci v oblasti kultury - vznikla Studentská scéna a byly pořádány besedy s významnými osobnostmi v literatuře a divadelnictví.

### Po roce 1949
Škola byla změněna na čtyřleté gymnázium. Po pěti letech zde vznikla Jedenáctiletá střední škola sloučením s národní školou v Belgické, gymnáziem na náměstí Míru a některými třídami zrušeného gymnázia ve Slovenské. V roce 1961 byla škola zrušena.

## Názvy školy
- Střední všeobecně vzdělávací škola Praha 2, Londýnská 34
- 15. jedenáctiletá střední škola v Praze 12, Londýnská 34 a Benešovo gymnasium Praha XII., Londýnská ul. 34 (Praha XII. - Královské Vinohrady, Londýnská 29)[3]

## Učitelé a absolventi
Ředitelé
Jaroslav Hora
- Josef Bernhard (1848–1909)
- František Reiss

Absolventi
- Edvard Beneš (1884–1948), prezident
- Pavlína Filipovská (* 1941), herečka[4]
- Josef Hercl (1928–2005), dirigent, regentschori svatojakubského sboru Cantores Pragenses a šéf karlovarského orchestru
- Tomáš Ježek (1940–2017), ekonom a politik
- Václav Klaus (* 1941), prezident
- Jan Křesadlo (1926–1995), spisovatel, básník, psycholog a polyhistor
- Dušan Machovec (1929–2005), filosof, mladší bratr Milana Machovce, maturant 1948
- Milan Machovec (1925–2003), filosof
- Albert Pražák (1880–1956), literární historik
- Kamill Resler (1893–1961), právník
- Ladislav Vycpálek (1882–1969), hudební skladatel

Studovali zde také básník Jaroslav Seifert a novinář František Němec, ale studium nedokončili.